# Jacopo Bellini
Jacopo Bellini (1395/1400 Benátky – před 5. listopadem 1471 Benátky) byl italský raně renesanční malíř, který do Benátek přenesl ducha florentského umění. Přestože se z jeho díla dochovaly jen čtyři bezpečně prokazatelné malby, jeho dvě knihy skic posloužily benátským malířům, především jeho synům Gentilemu a Giovannimu, nejen jako zdroj obrazových témat, ale přinesly i poučení o základech perspektivy.

## Životopisná data
Jacopo Bellini se narodil v rodině benátského cínaře Niccoly Belliniho a jeho manželky Franceschini mezi roky 1395 a 1400. Ještě jako jinoch se seznámil s Gentilem da Fabriano, který v letech 1408 a 1409 pracoval v Benátkách na výzdobě Sala del Maggior Consiglio Dóžecího paláce. V letech 1411 a 1412 Jacopo pracoval s Gentilem ve Folignu na cyklu fresek v Palazzo Trinci. V roce 1414 s ním odešel do Florencie, kde působil v jeho dílně až do roku 1423. Následujícího roku, již jako samostatný malíř, založil v Benátkách vlastní dílnu. Někdy v těchto letech navštívil Bruggy, aby se tam seznámil s technikou olejomalby na plátně. V roce 1430 pracoval na objednávce pro kostel San Michele v Padově a v roce 1436 namaloval velkou fresku Ukřižování ve veronské katedrále Duomo Santa Maria Matricolare, která se však nedochovala. K tématu Ukřižování se vrátil ještě v roce 1459, ale již ve spolupráci s oběma syny - Gentilem (narozen asi 1429) a Giovannim (narozen asi 1430). Toto vžité rodinné uspořádání však bylo v nedávné době změněno tak, že Giovanni Bellini je označován za bratra (!) Jacopa Belliniho. Jeho otcem se tak stal Nicolo Bellini. To vedlo i k posunu data Giovanniho narození.

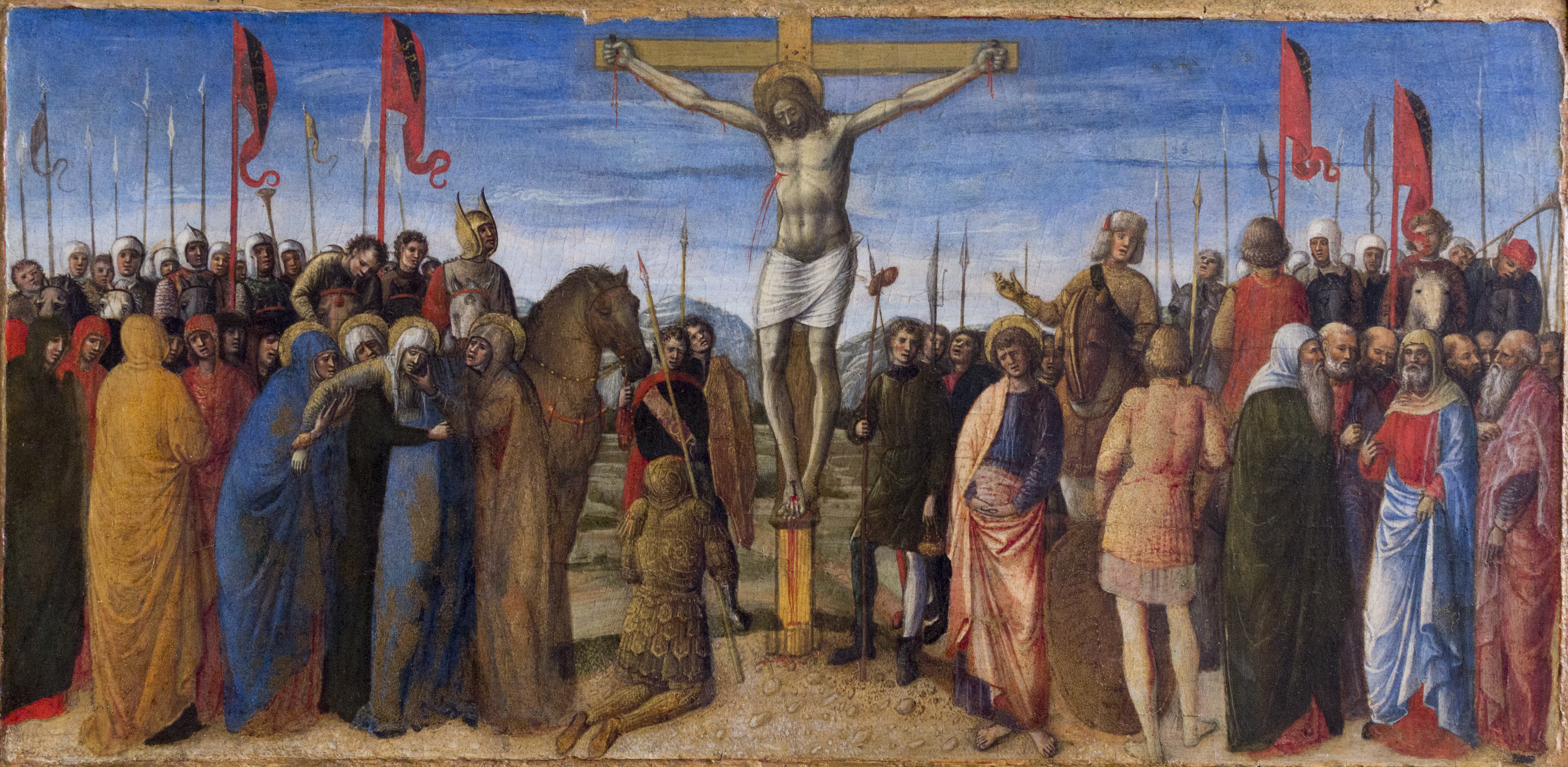
Ukřižování (asi 1459/60, Jacopo Bellini, pravděpodobně za spoluúčasti obou synů; dnes Museo Correr, Benátky, Itálie)

Od roku 1437 byl členem benátského společenství Scuola di San Giovanni Evangelista, pro které později namaloval cyklus výjevů z Nového zákona. V letech 1440 a 1441 pobýval ve Ferraře, kde pracoval pro Niccolu d'Este. Mezi 1459 až 1460, společně se svými syny, vyhotovili oltářní obraz pro pohřební kapli rodiny Gattamelata v bazilice sv. Antonína v Padově. Pravděpodobně vlivem synovce Leonarda, který byl malířem knižních iluminací, Jacopo začal kreslit různé scény obsažené ve dvou skicářích, které malířům 16. století sloužily jako vzorníky pro jejich obrazové kompozice. Kromě těchto dvou skicářů a několika obrazů se většina Jacopových prací nedochovala. Přibližně 20 obrazů mu bylo připsáno až v nedávné době. Datum jeho smrti je kladeno před 5. listopad 1471, což je datum závěti Jacopovy manželky Anny Rinversi, ve které je označena již jako vdova.

## Umělecká tvorba
Fresky a většina obrazů, které Jacopo Bellini namaloval, byla po jeho smrti zničena nebo se ztratila, takže s jistotou mu lze připsat jen čtyři práce. Není však pochyb o tom, že jeho tvorba vycházela ještě z byzantského stylu malby.
Obrazy a fresky

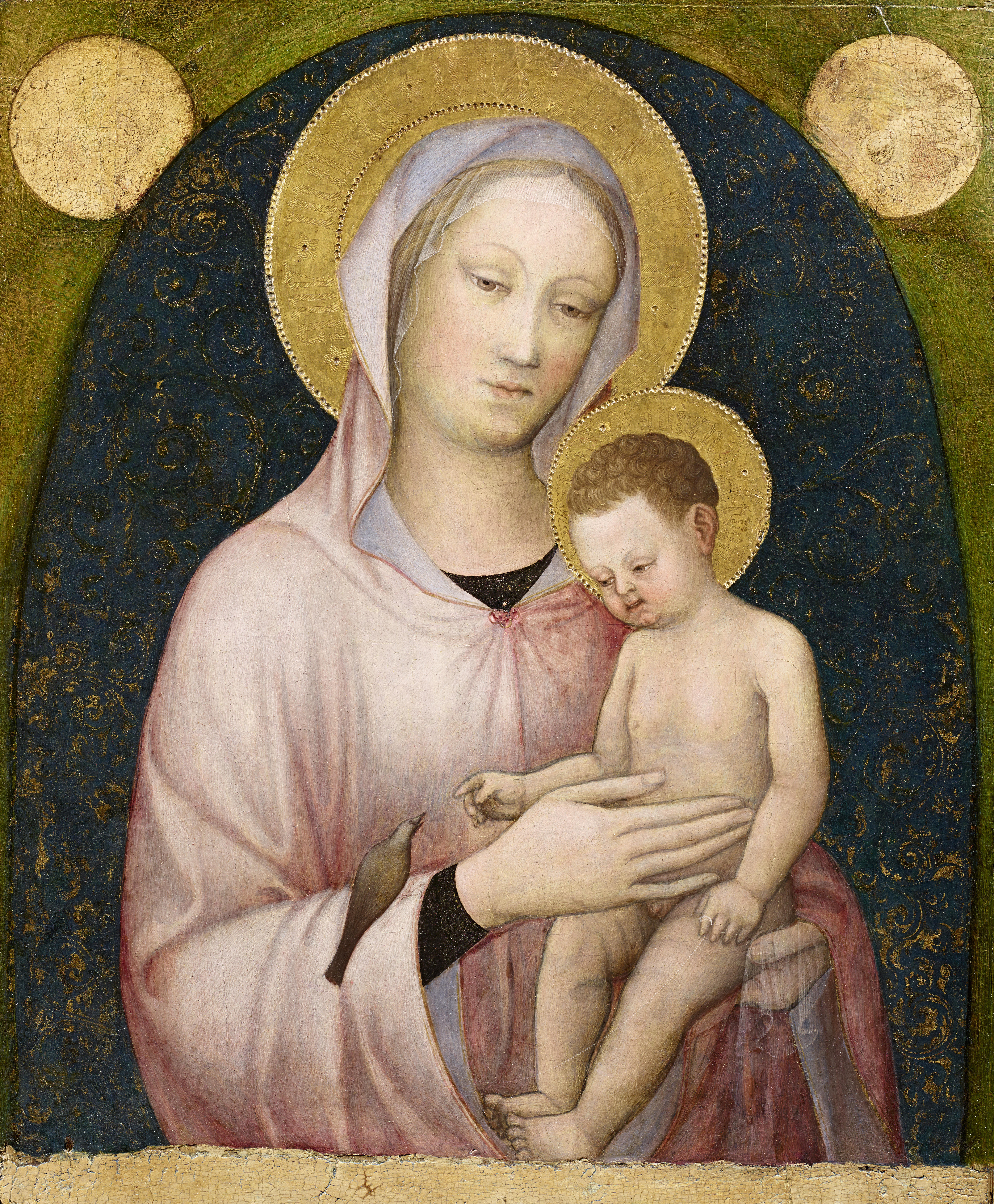
Madona s dítětem (asi 30. léta 15. století, Accademia Carrara, Bergamo, Itálie)

Vývoj Jacopovy malby ovlivnil malířův pobyt ve Florenci, kde spolupracoval s Gentilem da Fabriano (1370 ? – 1427). Jeho obdiv vzbudily i práce Masacciovy, Andrey del Castagno, ale především obrazy Madon, jejichž autorem byl Jacopův současník Fra Filippo Lippi (1406–1468). Nepřekvapí proto, že jednou z prvních prací, které jsou Jacopovi připisovány, je obraz Madona s dítětem (kolem 1430; dnes Accademia Carrara, Bergamo).

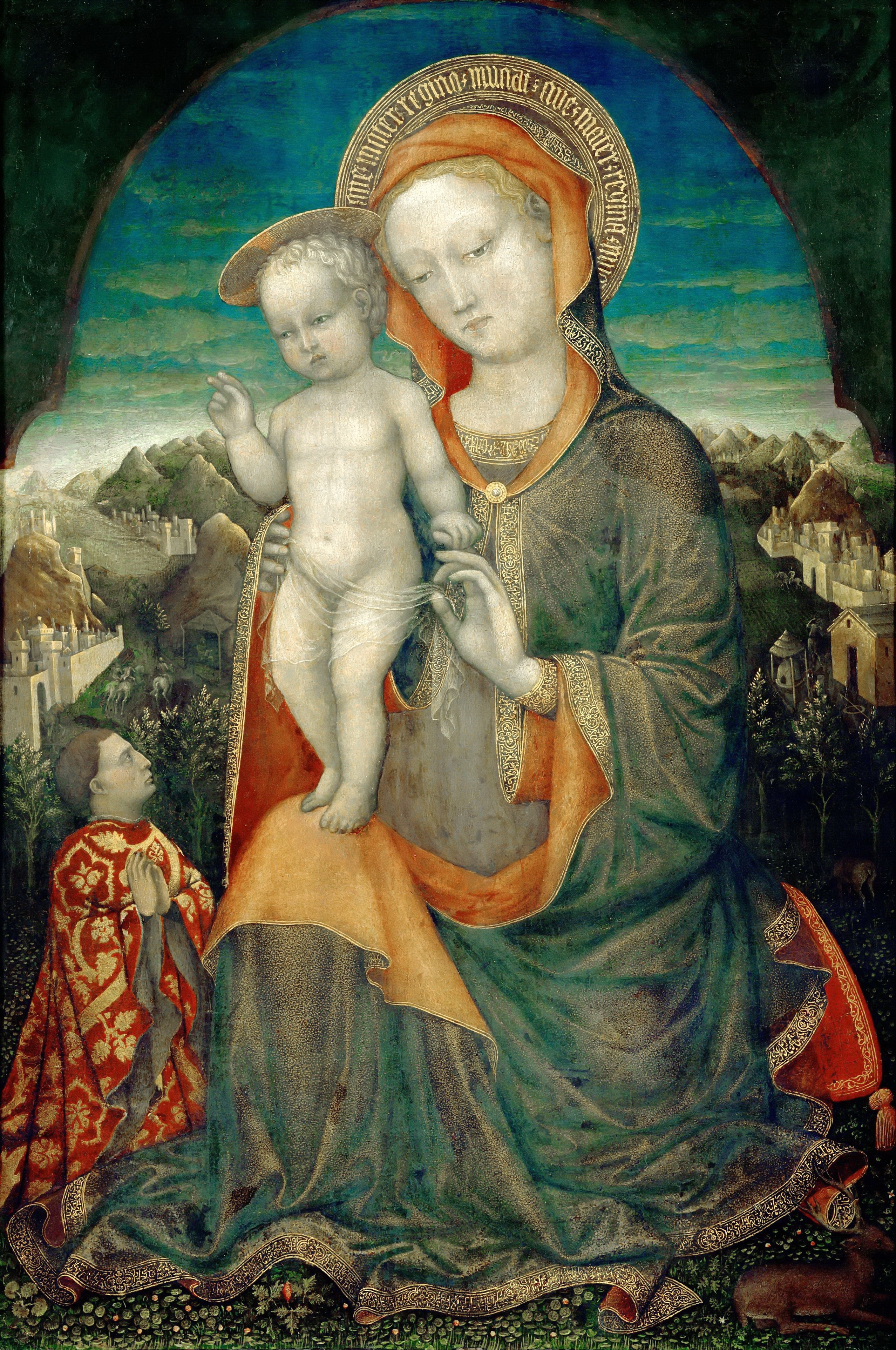
Madon s dítětem a s Lionellem d’Este jako donátorem (asi 1440, dnes Louvre, Paříž, Francie)

Během Jacopova pobytu ve Ferraře (1440/41) vznikl jeden z jeho nejkrásnějších obrazů – Madona s žehnajícím Ježíškem (spolu s donátorem Lionellem d’Este). V obraze bylo zlaté pozadí nahrazeno krajinou charakterizovanou několika městy pod horami.

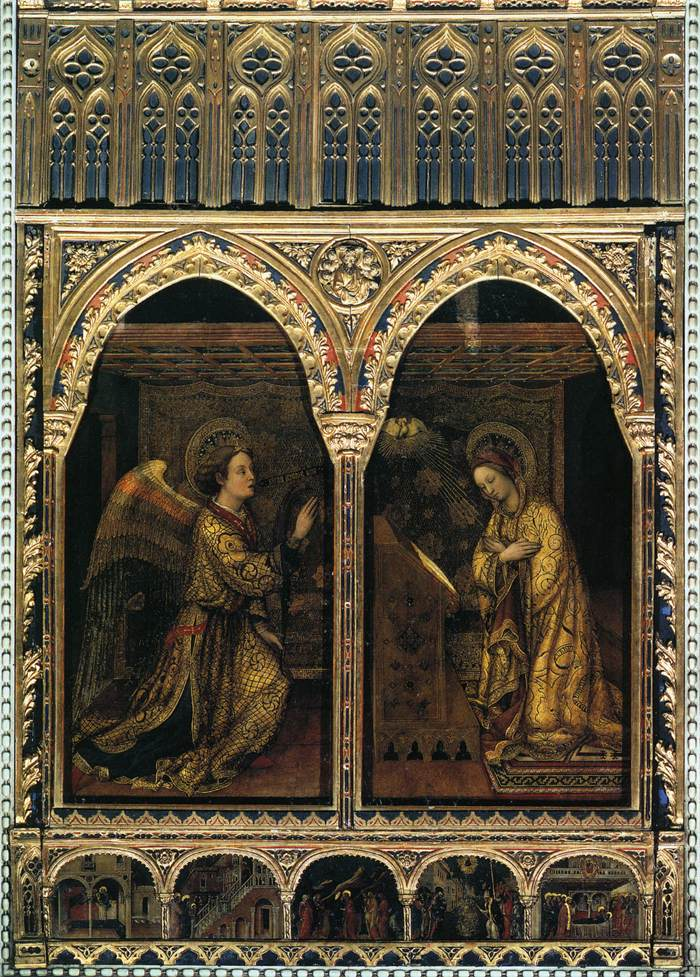
Zvěstování (1444, kostel Sant'Alesandro, Brescia, Itálie)

Asi v roce 1444 vznikl obraz Zvěstování, původně připisovaný Gentilemu da Fabriano, za jehož autora byl později označen Jacopo Bellini. Oltářní obraz s pěti výjevy ze života Panny Marie na oltářní predele se nacházejí v kostele Sant´Alessandro v Brescii. V roce 1449 pobýval Jacopo s oběma syny v Padově, kde realizovali objednávku oltáře pro kapli Gattamelatů v bazilice sv. Antonína. Předpokládá se, že predela tohoto oltáře obsahovala dochovanou desku zobrazující Ukřižování (dnes Museo Correr, Benátky) a dále desky Klanění mágů (Pinacoteca Nazionale, Ferrara) a Kristus v předpeklí (Museo Civico, Padova). V roce 1453 Jacopo spolu s Giovannim namalovali cyklus devíti obrazů ze života Ježíše Krista a Panny Marie pro Scuola di San Giovanni Evangelista. Pět z těchto poškozených obrazů je v soukromých sbírkách, dva restaurované - Narození Panny Marie a Zvěstování, jsou v turínské Galleria Sabauda. Tento cyklus však někteří historici umění považují za velmi časné dílo samotného Giovanni Belliniho. Později se na dalším cyklu obrazů podílel i Gentile Bellini, který kolem roku 1500 namaloval pro tuto Scuolu ještě tři z osmi rozměrných pláten s příběhem Zázrak sv. Kříže, ale bez Jacopovy účasti, neboť v té době již nežil., Historici umění však předpokládají, že na plátně Zázrak sv. Kříže na mostě San Lorenzo zobrazuje Caterinu Cornaro, v letech 1474 až 1489 kyperskou královnu (vlevo dole v černých šatech) a pět klečících postav, snad rodinu Belliniů, včetně Jacopo Belliniho (vpravo) – viz infobox.
Kresby

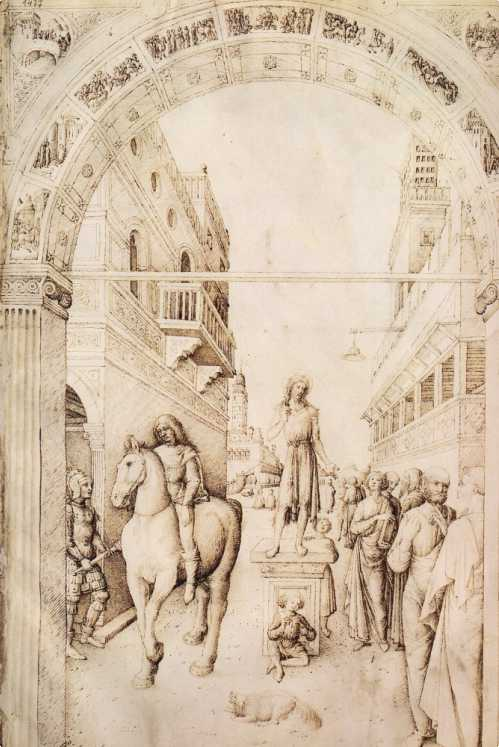
Kážící Jan Křtitel (asi 1450, úvodní list skicáře, Louvre, Paříž, Francie)

Jacopův zájem o krajinu a objekty v ní se nacházející dokládají jeho dva skicáře z doby kolem 1450, které obsahují celkem 229 kreseb. Pařížský skicář v současnosti má 93 stran, londýnský tvoří 99 stran. Kresby na pergamenu ve skicáři z Louvre, zvýrazněné perem a hnědým inkoustem, zobrazují nejen biblické a mytologické výjevy, ale i studie budov, soch, reliéfů a mincí. Skicář na 184 stranách obsahuje 95 většinou dvoustránkových kreseb. Uvádí se, že tento skicář ukázal Gentile Bellini sultánovi Mohamedovi II. během svého pobytu v Konstantinopoli v letech 1479–1480. Kresby v londýnském skicáři byly malovány olůvkem na papírové listy, takže dnes je většina vyobrazení málo zřetelná. Tato skutečnost nasvědčuje tomu, že oba skicáře plnily odlišnou úlohu. Také témata kreseb v obou skicářích jsou odlišná. Některé kresby v nich obsažené však umožnily přiznat Jacopo Bellinimu autorství u několika nesignovaných obrazů.
Knižní miniatury

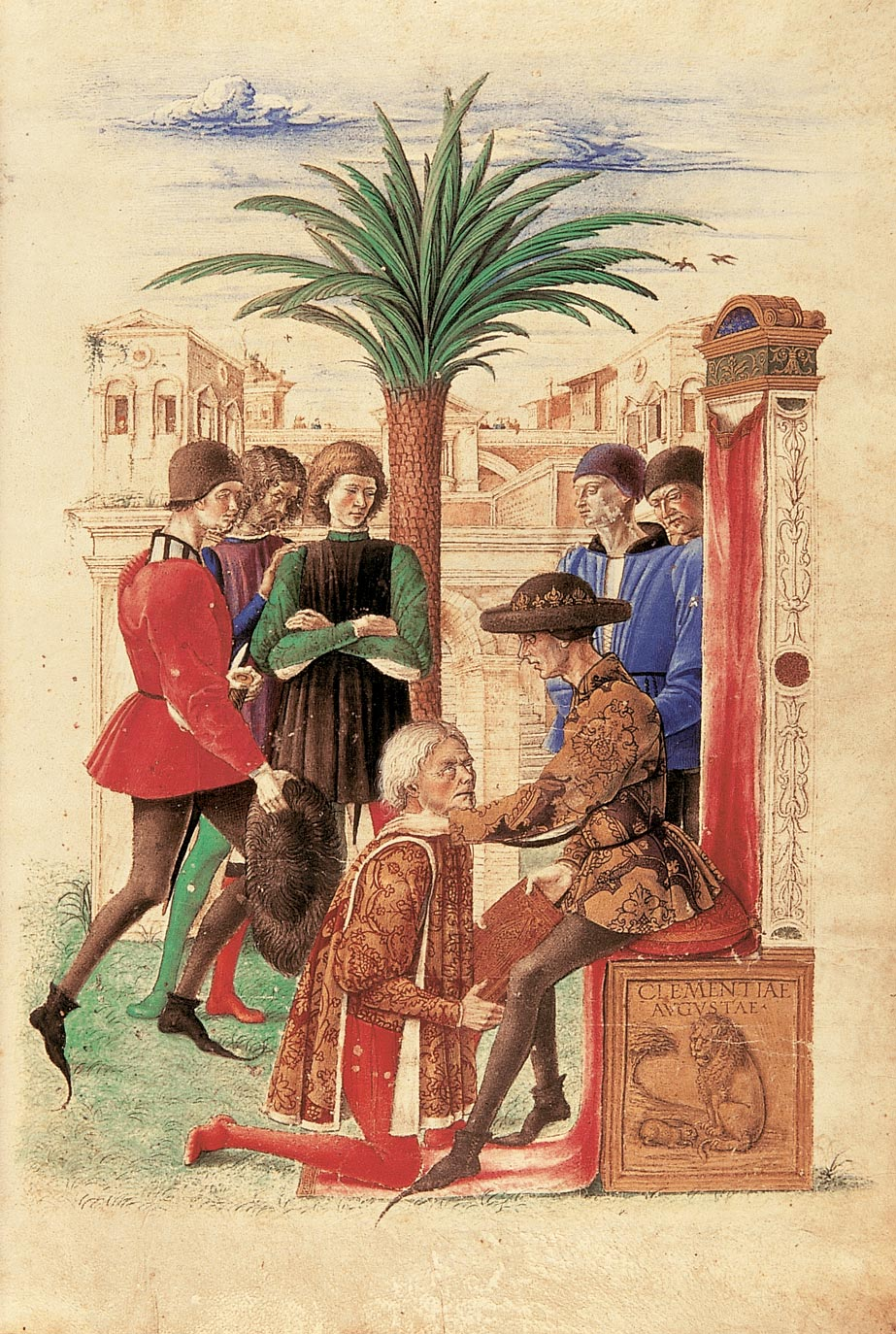
Jacopo Antonio Marcello předává rukopis Renému, vévodovi z Anjou (1453 nebo 1459 – miniatura připisovaná Jacopu a Giovannimu Belliniům a pochází ze Strabonova spisu De situ orbid geographia (Médiathequé, d'Albi-Centre Pierre de Amalrie, Albi, Itálie)

Leonardo Bellini, Jacopův synovec, byl od roku 1431 po dvanáct let školen jako miniaturista ve strýcově dílně. Historici umění se proto domnívají, že Jacopo sám, nebo se svým synem Giovannim, byli rovněž schopnými miniaturisty. Předpokládá se proto, že Jacopo by mohl být autorem nebo spoluautorem některých velkoplošných
ilustrací ve dvou rukopisech určených pro Jacopa Antonia Marcella, šlechtice, který byl pověřen správou benátských armád. Jednalo se o Passio Mauritii et sotiorum eius, určené jako dar pro Jeana Cossa, kancléře neapolského krále Reného z Anjou. Obsažnější druhý rukopis De situ orbis de geographica, což byl první překlad Strabónova sedmisvazkového díla Geographia do latiny. V prvním rukopise byl připsán Jacopovi podíl na čtyřech celostránkových miniaturách, ve druhém pak dvě celostránková vyobrazení zachycující okamžik předání rukopisu J. A. Marcellovi a druhé vyobrazení dokládá pozdější Macellovo darování rukopisu Renému z Anjou. Vznik obou rukopisů se klade do let 1453 nebo 1459.,
'Sochy
Jacopo Bellini působil nejen jako malíř, ale i jako sochař. Dokládají to jeho sebevědomé návrhy na jezdeckou sochu pro Lionella d´Este, který byl v letech 1441 až 1450 ferrarským markýzem. Návrhy předložené na počátku 40. let 15. století sice nebyly přijaty, ale dokládají, jak hluboce byl Jacopo ovlivněn Donatellem (1386–1466) a Lorenzem Ghibertim (1378–1455).

## Umělecko-historický význam díla Jacopa Belliniho
Rok 1424, kdy si Jacopo Bellini založil v Benátkách malířskou dílnu, ve které později pracovali nejen oba jeho synové a synovec Leonardo, ale i jeho zeť Andrea Mantegna, lze považovat za rok, kdy vznikla a následně se i dále rozvíjela benátská malířská škola. Vycházela ještě z byzantské malířské tradice, k níž přidala prvky mezinárodní gotiky, ale na rozdíl od muránské malířské školy, převzala i nové trendy nastoupené florentskými umělci, především jimi uplatňovanou plastickou modelaci postav. Jacopo Bellini byl těmito trendy natolik ovlivněn, že je následně zavzal do své malířské tvorby. Tuto malířovu fascinaci objemem předmětů a perspektivní zkratkou nejlépe odrážejí jeho kresby z 50. let 15. století. Kresby obsažené ve dvou Jacopových skicářích jsou toho dokladem. Není proto divu, že kresby ve skicářích obsažené se staly inspirací nejen pro Gentileho a Giovanni Belliniho , ale také pro malíře tvořící v Benátkách v první polovině 16. století.